# Merode (Langerwehe)
Merode is een plaats in de Duitse gemeente Langerwehe, deelstaat Noordrijn-Westfalen, en telt 764 inwoners (2007).

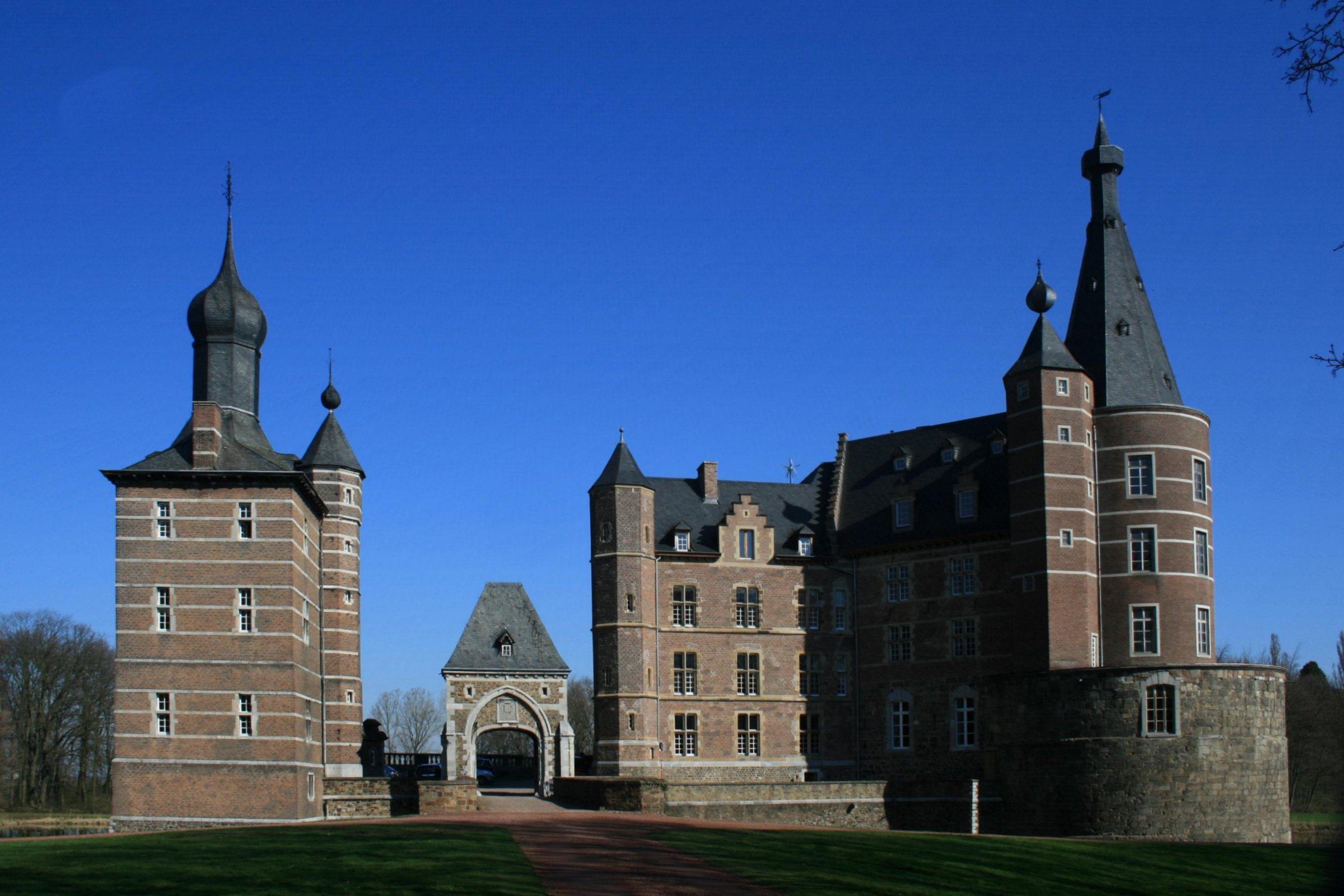
Kasteel Merode

Te Merode staat het (niet voor bezichtiging opengestelde) stamslot van het adellijke geslacht De Merode. Hier resideert Charles-Louis François Marie, Prins de Merode (volledige Franstalige versie van zijn titel: Prince de Merode, Prince de Rubempré, Prince de Grimberghe, Marquis de Westerloo) (* 6 april 1949 te Brussel). Deze wordt in Duitsland als het hoofd van de familie beschouwd. In Nederland, België en Frankrijk geldt de in 1948 of 1940 geboren Charles Guillaume, echtgenoot van prinses Hedwige de Ligne, en vader van de in 1970 geboren natuurbeschermer Emmanuel de Merode, als familiehoofd.